# Криводол
Вижте пояснителната страница за други значения на Криводол.
Криводо̀л е град в Северозападна България, намира се в Област Враца и в близост до град Монтана. Градът е административен център на община Криводол. По данни на ГРАО към 15 юни 2023 г. в града живеят 2918 души по настоящ адрес и 3207 души по постоянен адрес.

## География
Град Криводол се намира на 130 км северно от град София и отстои на равни разстояния (около 20 км) от областните центрове Враца и Монтана. През него преминава жп линията София – Видин.

## История
Изключително благоприятните климатични условия, речните долини полета и бърда, наличието на плодородна почва, гори и извори са позволили на човека да се засели на територията на сегашната Община Криводол още в най-дълбока древност и да развие високи за времето си култури. В пещерите край село Ботуня има неизследвани обиталища на първобитния човек от края на палеолитната (старокаменна) епоха – 40 000 г. пр.н.е. Още в началото на неолитната (новокаменна) епоха – 6000 г. пр.н.е., тук се развиват блестящи праисторически култури. През периода на медно – каменната епоха (5000 – 4000 г. пр.н.е.) в земите на днешна Западна България се зараждат и развиват 2 оригинални и последователни по време халколитни култури – култура Градешница и култура Криводол. По тези земи живеят най-ранните човешки общества – носители на произвеждаща икономика. Човекът вече е водел уседнал живот, занимавал се е със земеделие и опитомявал някои видове животни. От изостанал ловец и събирач на диворастящи плодове праисторическият човек се превръща в усърден земеделец и скотовъдец, поставя началото на ранните домашни занаяти, строи си удобни жилища, прави първите си стъпки в изкуството. Край с. Градешница е открита глинена плоча с писмени знаци – образец на първата писменост в Европа. Този ценен експонат се намира в Националния исторически музей. По време на траките и римляните тук е кипял бурен живот. Характерно за тези земи по време на късноримската епоха е наличието на много имения, вили и крепости. От един каменен надпис от ІІ век научаваме, че днешният Криводол е разположен върху територията на римския град Тафтиомозис. Това е първият зрим знак, доказващ, че древното име на Криводол е Тафтиомозис.
Когато през 1910 – 1913 г. се изгражда железопътната линия, свързваща столицата с дунавския край и Северозапада, тук се построява гара. Това прави селището естествен транспортен, търговски и културен център.
След 1944 г. Криводол е средищен център на 27 села с добре развито земеделие. Истински скок в развитието му се извършва през 1956 г. С указ № 317 от 13.12.1955 г. към него се присъединява и бившият Мутишов чифлик. Тази махала става част от голямото село с повече от 1000 жители. По-късно в ДВ бр. 68 от 1969 г., с Указ № 828 на Президиума на Народното събрание, Криводол е признат за град.

## Население
Преброяване на населението през 2011 г.
Численост и дял на етническите групи според преброяването на населението през 2011 г.:
|                     | Численост | Дял (в %) |
| Общо                | 3157      | 100,00    |
| Българи             | 2325      | 73,64     |
| Турци               | 0         | 0,00      |
| Цигани              | 318       | 10,07     |
| Други               | 0         | 0,00      |
| Не се самоопределят | 23        | 0,72      |
| Неотговорили        | 489       | 15,48     |

## Култура
На територията на община Криводол културната политика се осъществява от общо 11 читалища. Методична помощ и контролни функции се изпълняват от Читалище „Никола Йонков Вапцаров-1924“ – Криводол, което има статут на общинско читалище.

### Образование
- СУ „Св. св. Кирил и Методий”
- ОУ „Васил Левски”

## Забележителности
Природните дадености на територията на общината са изключително разнообразни и включват реките Ботуня, Въртешница (Лева) и Рибиня, система от пещери, карстови извори, горски масиви и др. През 5000 – 4000 г. пр.н.е. в земите на днешна Западна България се зараждат и развиват две оригинални и последователни по време халколитни култури – култура Градешница и култура Криводол. Край с. Градешница е открита глинена плочка с писмени знаци – образец на първата писменост в Европа. Характерно по тези земи по време на късноримската епоха е наличието на много имения, вили и крепости. От един каменен надпис научаваме, че днешният гр. Криводол е разположен върху територията на римския град Тафтиомозис. На територията на общината са съхранени уникални исторически паметници – римска вила рустика и античен мавзолей край с. Уровене, останки от римски крепости край селата Осен, Краводер, Галатин и др. В пещерите край с. Ботуня, уникални със своята разнообразност и съвършенство, има неизследвани обиталища на първобитния човек от края на палеолитната епоха – 40 000 г. пр.н.е. Интересни туристически обекти са построеният в малка долина манастир „Йоан Предтеча“, известен като Градешки манастир, мемориален комплекс „Септемврийци“ в местността „Томин мост“, Мътнишкият манастир и др.
На територията на общината има 8 църкви в следните населени места: гр. Криводол и селата Осен, Ракево, Баурене, Галатин, Лесура, Пудрия, Краводер. В село Уровене е построен параклис през 2013 г.
Иконостасът на храма „Света Троица“ е дело на дебърски майстори от рода Филипови,

## Спорт
- ФК „Ботев“

## Известни личности
Родени в Криводол
- Димитър Мицин – загинал в Първата световна война при Чеган
- Нина Николина – певица[източник? (Поискан днес)]
- Станчо Шукеров – журналист
- Траян Първанов (1942 – 1994) – поет

Починали в Криводол
- Маслина Грънчарова (1874 – 1958) – революционерка

Свързани с Криводол
- Георги Милчев-Годжи (р. 1969) – музикант

## Галерия
- Входът на сградата на Община Криводол.
- Паметник на падналите през войните жители на Криводол.